# Les Percutés
Pour plus de détails, voir Fiche technique et Distribution.
Les Percutés est un film français réalisé par Gérard Cuq sorti en 2002.

## Synopsis
Alors que sa carte de crédit vient d'être avalée par un distributeur, Bruno Lussac, dit « Débé », inspecteur de police, franchit les limites de la déontologie maison quand il apprend qu'il vient d'être interdit bancaire. Déguisé en sudiste pour traquer des trafiquants de drogue, il entraîne ses collègues dans le braquage d'une banque.

## Fiche technique
- Titre : Les Percutés
- Réalisation : Gérard Cuq
- Scénario : Gérard Cuq, Michel Cuq
- Directeur de la photographie : Ion Marinescu
- Musique : Étienne Perruchon
- Montage : Diane Logan
- Société de production : Artédis
- Genre : policier
- Durée : 103 minutes
- Date de sortie : 31 juillet 2002
- Film interdit aux moins de 12 ans lors de sa sortie dans les salles en France

## Distribution
- Christophe Laubion : Bruno Lussac
- Ingrid Chauvin : Cécile Barko
- Éric Métayer : Lagache
- Bernard Farcy : Marszeski
- Tomi Cristin : Sniper
- Denis Karvil : Spirou
- Sonia Nadeau : Aude
- Catalina Mustata : Mélanie
- Monalisa Basarab : La folle blonde